# Hynobius
Hynobius é um gênero de anfíbio da família Hynobiidae. Está distribuído no leste da Ásia, sendo encontrado no Japão, China e Península da Coreia, estendendo-se ao interior até o Pamir e Samarcanda.

## Espécies
Espécies incluídas (em março de 2021):
- Hynobius abei Sato, 1934
- Hynobius abuensis Matsui, Okawa, Nishikawa & Tominaga, 2019
- Hynobius akiensis Matsui, Okawa & Nishikawa, 2019
- Hynobius amakusaensis Nishikawa and Matsui, 2014
- Hynobius amjiensis Gu, 1992
- Hynobius arisanensis Maki, 1922
- Hynobius bakan Matsui, Okawa & Nishikawa, 2019
- Hynobius boulengeri (Thompson, 1912)
- Hynobius chinensis Günther, 1889
- Hynobius dunni Tago, 1931
- Hynobius formosanus Maki, 1922
- Hynobius fossigenus Okamiya, Sugawara, Nagano & Poyarkov, 2018
- Hynobius fucus Lai and Lue, 2008
- Hynobius glacialis Lai and Lue, 2008
- Hynobius geojeensis Min and Borzée, 2021
- Hynobius guabangshanensis Shen, 2004
- Hynobius guttatus Tominaga, Matsui, Tanabe & Nishikawa, 2019
- Hynobius hidamontanus Matsui, 1987
- Hynobius hirosei Lantz, 1931
- Hynobius ikioi Matsui, Nishikawa & Tominaga, 2017
- Hynobius iwami Matsui, Okawa, Nishikawa & Tominaga, 2019
- Hynobius katoi Matsui, Kokuryo, Misawa & Nishikawa, 2004
- Hynobius kimurae Dunn, 1923
- Hynobius kuishiensis Tominaga, Matsui, Tanabe & Nishikawa, 2019
- Hynobius leechii Boulenger, 1887
- Hynobius lichenatus Boulenger, 1883
- Hynobius maoershanensis Zhou, Jiang & Jiang, 2006
- Hynobius mikawaensis Matsui, Misawa, Nishikawa & Shimada, 2017
- Hynobius naevius (Temminck and Schlegel, 1838)
- Hynobius nebulosus (Temminck and Schlegel, 1838)
- Hynobius nigrescens Stejneger, 1907
- Hynobius notialis Min and Borzée, 2021
- Hynobius okiensis Sato, 1940
- Hynobius osumiensis Nishikawa and Matsui, 2014
- Hynobius oyamai Tominaga, Matsui & Nishikawa, 2019
- Hynobius perplicatus Min and Borzée, 2021
- Hynobius quelpaertensis Mori, 1928
- Hynobius retardatus Dunn, 1923
- Hynobius sematonotos Tominaga, Matsui & Nishikawa, 2019
- Hynobius setoi Matsui, Tanabe & Misawa, 2019
- Hynobius setouchi Matsui, Okawa, Tanabe & Misawa, 2019
- Hynobius shinichisatoi Nishikawa and Matsui, 2014
- Hynobius sonani (Maki, 1922)
- Hynobius stejnegeri Dunn, 1923
- Hynobius takedai Matsui and Miyazaki, 1984
- Hynobius tokyoensis Tago, 1931
- Hynobius tosashimizuensis Sugawara, Watabe, Yoshikawa & Nagano, 2018
- Hynobius tsuensis Abé, 1922
- Hynobius tsurugiensis Tominaga, Matsui, Tanabe & Nishikawa, 2019
- Hynobius turkestanicus Nikolskii, 1910
- Hynobius unisacculus Min, Baek, Song, Chang & Poyarkov, 2016
- Hynobius utsunomiyaorum Matsui and Okawa, 2019
- Hynobius vandenburghi Dunn, 1923
- Hynobius yangi Kim, Min & Matsui, 2003
- Hynobius yiwuensis Cai, 1985